# Rio Acima
Rio Acima est une municipalité brésilienne de 9095 habitants en 2010, de l'État du Minas Gerais et la microrégion de Belo Horizonte.

## Géographie
La ville est sur la rive de la Rio das Velhas; rivière de Velas en français; à environ 750 m d'altitude, à 11 km de Nova Lima et 24 de Belo-Horinzonte, 320 km de Rio de janerio et 640 km de la capitale; Brasilia.

## Cascades
La commune compte plusieurs cascades:
- Waterfall Dona Chica

- Cachoeira do Pastinho

- Indian Waterfall

- Cachoeira do Mingu

## Quartiers
Liste des quartiers:
- Bom Jardin
- Cantos das Aguas
- Centro
- Cortesia
- Jatoba
- Labereda
- Matinha
- Mathaduro
- Rosario
- Vlila Copacagana
- Villa Duarte
- Villa Nossa
- Villa Operaria